# Halfway (singolo)
Halfway è un singolo del cantautore britannico James Blunt, pubblicato il 5 febbraio 2020 come sesto estratto dal sesto album in studio Once Upon a Mind.

## Descrizione
Il brano è stato scritto da James Blunt, Ben Kohn, Cleo Tighe, Pete Kelleher, Tom Barnes ed è stato prodotto da TMS. La versione originale da solista della canzone fa parte del sesto album in studio di Blunt Once Upon A Mind; successivamente, in vista del Once Upon a Mind Tour nel Regno Unito, James Blunt ha presentato una nuova versione del singolo, in collaborazione con il duo di sorelle Ward Thomas, che ha accompagnato il cantautore nel tour.

A proposito del singolo, Blunt ha commentato:

## Video musicale
Il lyric video del brano (da solista) è uscito il 25 ottobre 2019 sul canale YouTube di Blunt. Il video musicale è stato poi pubblicato il 27 febbraio 2020 in duetto con le Ward Thomas. La clip, diretta da Dan Massie e girata a inizio febbraio 2020, ha un'atmosfera retrò e old school e vede le Ward Thomas unirsi a James Blunt sul palco durante un ballo nella sala di un locale. I presenti abbandonano le loro inibizioni lasciando che sia la musica a muoverli e partecipano a una line-dance di gruppo prima che un ballerino, inizialmente riluttante, rubi la scena con un'epica performance di freestyle.

## Tracce
Versione album
1. Halfway – 3:11

Download digitale
1. Halfway (feat. Ward Thomas) – 3:11